# Francesco Severi

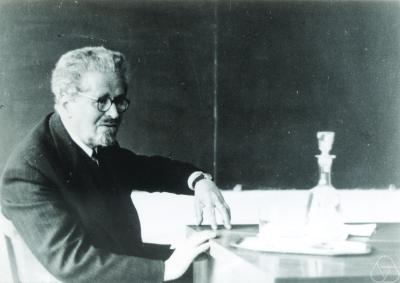
Francesco Severi

Francesco Severi (Arezzo, 13 april 1879 – Rome 8 december 1961) was een Italiaans wiskundige. 
Severi staat bekend voor zijn bijdragen aan de algebraïsche meetkunde. Hij werd de effectieve leider van de Italiaanse school van de algebraïsche meetkunde. Samen met Federigo Enriques won hij de Bordin- prijs van de Franse Academie van Wetenschappen.